# Fiorella Mattheis
Fiorella Mattheis, all'anagrafe Fiorella Gelli Mattheis (Petrópolis, 10 febbraio 1988), è una modella, attrice e conduttrice televisiva brasiliana, nota per aver interpretato il personaggio di Vivian Pimenta nella 14ª stagione della soap opera Malhação e il personaggio di Velna nella sitcom Vai que Cola.

## Biografia
Fiorella Mattheis è nata a Petrópolis, nello Stato di Rio de Janeiro. Di origine italiana e tedesca, sia il suo nome di famiglia paterno sia quello materno vengono dal Nord Italia. È figlia di Andreas Mattheis, un pilota automobilistico cinque volte campione del campionato GT Brasil, e di Sandra Gelli Mattheis.
Ha iniziato la carriera di modella all'età di 14 anni, dopo essere stata finalista di un concorso di bellezza organizzato dall'Elite Model Management ed essersi quindi trasferita nello Stato di San Paolo.
Dai 15 ai 17 anni ha vissuto in vari paesi, come Germania, Inghilterra, Italia, Grecia, Giappone e Cina, finché nel 2006 non ha esordito come conduttrice televisiva nel programma di sport estremi Rolé, sul canale televisivo SporTV.
Dopo aver condotto il programma per una stagione, ha conosciuto Ricardo Waddington, direttore artistico della rete televisiva Rede Globo, il quale l'ha convinta a partecipare alla 14ª stagione della soap opera Malhação, nella quale Fiorella ha interpretato Vivian Pimenta, una delle protagoniste della serie.
Nel 2009 è stata scelta come conduttrice del programma Vídeo Show, sempre su Rede Globo, al fianco di André Marques, Luigi Baricelli e Geovanna Tominaga. Ha mantenuto il ruolo fino al 2010.

## Filmografia

### Cinema
- Dores & Amores, regia di Ricardo Pinto e Silva (2010)
- Cine Holliúdy, regia di Halder Gomes (2012)
- Vai que Cola: O Filme, regia di César Rodrigues (2015)
- Tô Ryca!, regia di Pedro Antônio Paes (2016)
- O Último Virgem, regia di Rilson Baco e Felipe Bretas (2016)

### Televisione
- Malhação – serial TV, episodi 13x1-13x2 (2007)
- Faça Sua História – serie TV, episodi 1x19 (2008)
- Guerra e Paz – serie TV, episodi 1x7 (2008)
- Casos e Acasos – serie TV, episodi 1x28 (2008)
- A Favorita – serie TV, episodi 1x185-1x186 (2009)
- Uma Noite no Castelo, regia di Paulo Aragão e Marcos Figueiredo (2009) - film TV
- As Cariocas – serie TV, episodi 1x3 (2010)
- Fina estampa – serial TV, 2 episodi (2012)
- Louco por Elas – serie TV, episodi 2x2 (2012)
- Vai que Cola – serie TV (2013-presente)
- Rua Augusta – serie TV, 12 episodi (2018)

## Riconoscimenti
- 2009 – Prêmio Jovem Brasileiro[7]